# Васин, Денис Геннадьевич
Дени́с Генна́дьевич Ва́син  (укр. Денис Геннадійович Васін; род. 4 марта 1989, Одесса) — украинский футболист, нападающий клуба «Йонава». Выступал за молодёжную сборную Украины.

## Клубная карьера
Воспитанник СДЮШОР «Черноморец» (Одесса). Первый тренер — В. З. Зубков.
В «Черноморце» с 2005 по 2012 года. В чемпионате Украины дебютировал 20 апреля 2008 года в матче «Таврия» — «Черноморец» (3:0). С 15 марта по май 2013 года играл в аренде за бобруйскую «Белшину», затем покинул клуб.
9 июля 2013 года стало известно, что Васин подписал трёхлетний контракт с львовскими «Карпатами». 23 июля 2014 года досрочно покинул львовский клуб.
В октябре 2014 года Васин присоединился к мариупольскому «Ильичёвцу». В новой команде футболист взял 15 номер. Всего за «Ильичёвец» в чемпионате Украины провёл 4 игры. В конце января 2015 года перешёл в одесский «Черноморец». В июне 2015 года покинул одесский клуб в связи с окончанием действия контракта.
После ухода из «Черноморца» у Васина, по его словам, было три предложения от клубов с Украины. В итоге он поехал на просмотр в донецкий «Металлург», но летом 2015 года «Металлург» объявил себя банкротом, и вакантное место в Премьер-лиге Украины заняла днепродзержинская «Сталь». Куда и перешёл Денис Васин, взяв себе 39 номер. В составе новой команды дебютировал в игре первого тура чемпионата Украины 2015/16 против киевского «Динамо», Васин отыграл весь матч, однако «Сталь» проиграла со счётом (1:2).
Летом 2017 года подписал контракт с «Черноморцем». Отыграв в команде полгода, расторг с клубом контракт. В начале 2018 года перешёл в полтавскую «Ворсклу», подписав однолетнее соглашение.
3 февраля 2021 года подписал полугодичный контракт с «Ингульцом» на правах аренды до конца сезона. 21 марта 2021 года дебютировал за «Ингулец» в рамках Украинской Премьер-Лиги в домашнем матче 19-го тура против «Александрии» (1:0), выйдя на замену на 85-й минуте вместо Евгения Запорожца

## Карьера в сборной
Выступал за юношеские сборные Украины до 17 и до 19 лет, а также за молодёжную сборную до 21 года. 10 февраля 2009 года дебютировал в молодёжной сборной Украины до 21 года в матче против Турции (2:1). В том матче он забил гол на 69 минуте, добив в сетку отражённый голкипером мяч.

## Достижения
- Серебряный призёр Первой лиги Украины: 2010/11
- Бронзовый призёр чемпионата Украины: 2017/18
- Финалист Кубка Украины: 2019/20